# Бонавантюр де Перие
Бонавантюр де Перие (на френски: Bonaventure Des Périers) е виден френски поет-хуманист, гонен, преследван и завършил трагично живота си.
Като Клеман Маро, известно време е бил на служба при Маргарита Наварска, където е писал весели и сатирично-изобличителни разкази, публикувани след смъртта му под заглавието „Нови забавни и весели разкази“. Най-известното му произведение е книгата „Звън по света“, написано в диалогична форма, е сатира срещу католизма и калвинизма. Използвайки алегорията, авторът осмива „светия светих“ на християнската религия-църковните книги. Книгата е осъдена както от богословите в Сорбоната Париж, така и от Калвин.
Изоставен от своите покровители, преследван, изпаднал в мизерия, авторът се самоубива през 1544 г.

## Произведения
- Le Cymbalum mundi (1538)
- Les Nouvelles récréations et joyeux devis (1561)

1. 1 2 3  ola2002161462 //   Посетен на 30 август 2020 г.